# ヒロハグネモン
ヒロハグネモン（学名 Gnetum latifolium）はグネツム科グネツム属の大蔓木。ヒロハユミカツラともいう。

## 概要
インドネシア、フィリピン、海南島に分布する。茎の節は膨大であり、葉の幅は広い。花は小さく、雌雄異株である。果実は房に着生しており、卵形で、長さ2.5cm、赤褐色、種子は1個で桃色である。種子の毛を除き、揚げて炒り、または煮て食用にする他、シロップ漬けで貯蔵する。茎を切って出る液を飲用とする。また、茎繊維は鋼索、釣り糸に使用する。